# Судзуки Киицу
Судзуки Киицу (яп. 鈴木其一, 1796—1858) — японский художник второй половины периода Эдо, мастер школы Римпа, известный благодаря созданию расписных ширм.

## Биография
Судзуки Киицу был учеником известного художника Сакаи Хоицу (1761—1828) и в совершенстве копировал его работы. По прошествии времени художник выработал свой собственный стиль. В течение многих лет Судзуки Киицу был членом художественной школы Римпа. Работам Судзуки Киицу присущ декоративный стиль, однако со временем они стали более натуралистичными.
Судзуки Киицу стал известен благодаря росписи японских ширм. Часто его работы были интерпретациями известных работ на ширмах других последователей школы Римпа, например Бог ветра и бог грома, ставшая интерпретацией работ Таварая Сотацу (c. 1570 — c. 1640), Огаты Корина (1658—1716) и своего учителя Сакаи Хоицу. Тем не менее, наибольшую известность приобрели его собственные произведения, например Ипомеи и Горный поток летом и осенью.
Судзуки Киицу стал учителем для нескольких художников, но не стал официальным преемником в школе своего учителя Хоицу. Некоторые искусствоведы именуют творчество учеников Судзуки Киицу школой Киицу.
Творчество Судзуки получило новую волну популярности в последние годы, что привело к организации ряда крупных выставок его работ в
2016—2017 годах в Токио, Хиого и Киото.

## Известные Работы
Горный поток летом и осенью — шестистворчатая ширма, созданная Киицу при помощи чернил и краски на позолоченной бумаге. На ширме изображён горный пейзаж с кипарисовыми рощами, лилиями и вишнями. В одном из исследований изображение на ширме охарактеризовали как «по-странному нереальное» и приписывали ему некие черты гиперреализма.
Также исследователи отметили черты, сходные с работой Огаты Корина Ирисы — ритмичность мотива, сияние оттенков синего и зелёного на золотом фоне. В работе прослеживается влияние творчества Таварая Сотацу, Огаты Корина и Сакаи Хоицу. Её назвали «одним из величайших шедевров школы Римпа». Ширма находится в собрании Музея Нэдзу в Токио).
- Горный поток летом и осенью

Бог ветра и бог грома — четырёхстворчатая ширма, созданная при помощи росписи по шёлку. На ней изображён бог грома, молнии и шторма Райдзин и бог ветра Фудзин. Работа является интерпретацией более ранней ширмы Таварая Сотацу «Фудзин-Райдзин-дзу», в отличие от других художников, также создавших свои версии этой ширмы, Киицу создал четырёхстворчатую ширму, в то время как другие — двустворчатую. Работа находится в собрании Художественного музея Фудзи в Токио.
- Бог ветра и бог грома

Луна и леспедеца двустворчатая ширма, созданная при помощи росписи по шёлку. На ширме изображены кусты леспедецы и абстрактная луна. Цветовое решение сходно с Богом ветра и богом грома, а также работа отчасти напоминает ширму Осенние цветы и луна Сакаи Хоицу. Работа находится в собрании художественного музея Фудзи.
- Луна и леспедеца